# Polikarpov I-153
Il Polikarpov I-153 Čajka, (in russo Чайка, gabbiano) era un caccia monomotore biplano realizzato dall'OKB 84 diretto da Nikolaj Nikolaevič Polikarpov e sviluppato in Unione Sovietica nei tardi anni trenta.
Sviluppo finale del progenitore I-15, venne impiegato principalmente durante la seconda guerra mondiale dalla Sovetskie Voenno-vozdušnye sily (VVS), l'aeronautica militare sovietica, nella quale rimase in prima linea fino al 1943.

## Storia del progetto
La produzione del suo predecessore, l'I-15/I-152, era terminata nel 1935 poiché l'aereo era stato giudicato negativamente per le deficienze in manovrabilità e velocità. A seguito dell'uso dell'I-15/I-152 nella guerra civile spagnola nel 1936, le autorità sovietiche riconsiderarono il progetto e incaricarono l'OKB 84, l'ufficio tecnico diretto da Nikolaj Nikolaevič Polikarpov, di procedere con una nuova versione, sulla base delle recenti esperienze di combattimento.
La nuova versione, la terza (da cui il nome di I-153, ovvero I-15 versione 3), diede risultati non soddisfacenti riguardo a velocità, tempo di salita in quota e tangenza pratica, ma Polikarpov era molto fiducioso nell'applicazione del nuovo motore radiale Shvetsov M-62. Dopo che il prototipo venne portato in volo la prima volta il 16 giugno 1939, i test a cui venne sottoposto diedero risultati migliori. Il velivolo infatti riuscì a raggiungere la velocità vera di 442 km/h contro la velocità prefissata per il progetto di 462 km/h. A produzione già avviata dell'I-153, Polikarpov tentò invano di migliorare i vari problemi che continuavano ad affliggere l'aereo, ovvero la scarsa visibilità dovuta all'ala superiore, scarsa velocità, fragilità strutturale in picchiata, scarsa manovrabilità, difficoltà di uscire da una vite.
Ciò nonostante, alla fine della produzione nel 1941, gli esemplari realizzati furono 3 437.

## Tecnica
Il Polikarpov I-153 conserva l'aspetto tozzo del suo predecessore dovuto alla ricerca del contenimento del peso a vuoto ed al generoso diametro della motorizzazione. La fusoliera, corta ed a sezione cilindrica, presentava un abitacolo aperto per il pilota corredato da un parabrezza di piccole dimensioni, come consuetudini per i similari velivoli dell'epoca, e terminava posteriormente in un tradizionale impennaggio monoderiva con piani orizzontali a semisbalzo. La configurazione alare era sesquiplana, con l'ala superiore ad "ali di gabbiano", soluzione utilizzata per favorire la visibilità anteriore, collegata all'inferiore di minori dimensioni tramite un paio di robusti montanti integrati da 4 tiranti in filo d'acciaio. Il carrello d'atterraggio presentava una configurazione triciclo classica e, a differenza di quello adottato dal suo predecessore I-15, era retrattile anteriormente ed integrato posteriormente da un ruotino d'appoggio. La propulsione era affidata ad un motore radiale Shvetsov M-62 capace di una potenza al decollo di 1 000 CV (735 kW), integrato completamente in una cappottatura avvolgente che presentava anteriormente alcune feritoie che caratterizzano altri progetti dello stesso studio di progettazione. L'armamento offensivo era affidato a 4 mitragliatrici ShKAS calibro 7,62 mm.

## Utilizzatori
Repubblica di Cina
- Chung-Hua Min-Kuo K'ung-Chün

 Germania
- Luftwaffe

 Finlandia
- Suomen ilmavoimat

 Unione Sovietica
- Sovetskie Voenno-vozdušnye sily

## Modellismo
Il Polikarpov I-153 è stato riprodotto in kit di montaggio scala 1/72 dalla Heller (Francia), dalla Amodel (Ucraina) e dalla Směr ceca

## Velivoli comparabili
Cecoslovacchia
- Avia B-534

 Germania
- Heinkel He 51

 Italia
- Fiat CR.32
- Fiat CR.42

 Regno Unito
- Gloster Gladiator

 Stati Uniti
- Grumman F3F

 Unione Sovietica
- Polikarpov I-15